# Payette (Idaho)
Payette település az Amerikai Egyesült Államok Idaho államában, Payette megyében, melynek megyeszékhelye is. Lakosainak száma 8127 fő (2020. április 1.).

## Népesség
A település népességének változása:

| 2010 | 7 433 |
| 2020 | 8 127 |